# Dany Boon

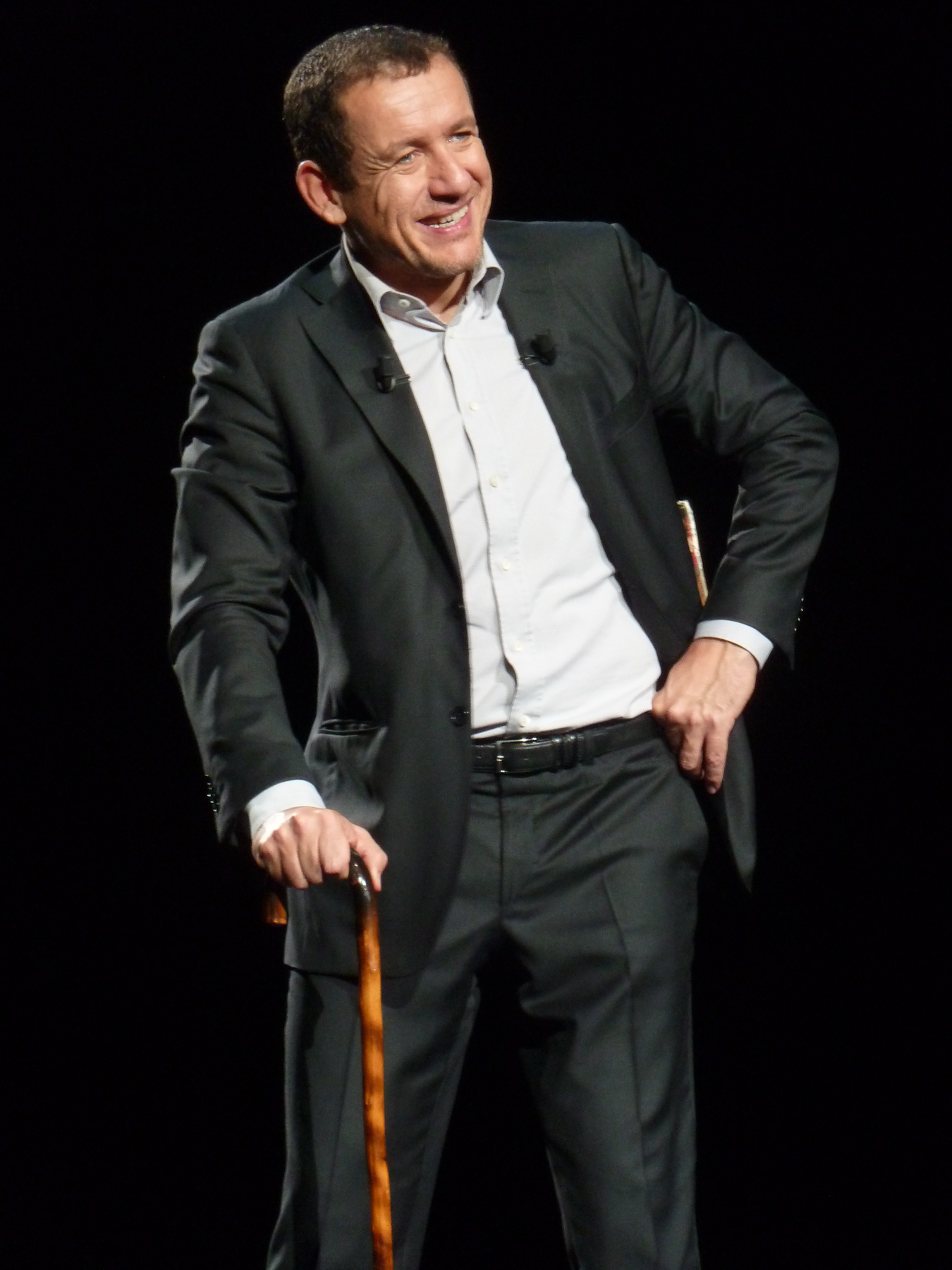
Dany Boon

Dany Boon, geboren als Daniel Hamidou (Armentières, 26 juni 1966) is een Franse acteur, komiek en regisseur.

## Leven en werk
Boon werd geboren als zoon van een Algerijnse moslim uit Kabylië en een katholieke française. Uit liefde voor zijn vrouw heeft hij zich tot het jodendom bekeerd. Hij begon zijn carrière als mimespeler en werd bekend om zijn onemanshows. Na zijn carrière als mimespeler werd hij acteur. Tegenwoordig is hij ook een komiek die bekendstaat om zijn Noord-Franse dialect. 
Hij regisseerde de komedie Bienvenue chez les Ch'tis, waarin hij ook zelf meespeelde. De film behaalde begin 2008 een immens succes in Frankrijk en in (vooral Franstalig) België. Ook de opvolger, de komedie Rien à déclarer, werd een groot succes in België en Frankrijk. Later behaalde ook de komedie Supercondriaque (2014) heel veel bijval in Frankrijk.

## Filmografie

### Acteur in Franse speelfilms
- 1994 – Le Grand Blanc du Lambaréné
- 1995 – Oui
- 1996 – Parole d'homme
- 1997 – Le Déménagement
- 1998 – Bimboland
- 2004 – Pédale dure
- 2004 – Joyeux Noël
- 2005 – La Doublure
- 2005 – La Maison du bonheur
- 2006 – Mon meilleur ami
- 2008 – Bienvenue chez les Ch'tis
- 2008 – De l'autre côté du lit
- 2009 – Le code a changé
- 2009 – Micmacs à tire-larigot
- 2010 – Benvenuti al Sud
- 2011 – Rien à déclarer
- 2012 – Asterix & Obelix bij de Britten (Astérix et Obélix : Au service de sa Majesté)
- 2012 – Un plan parfait
- 2013 – Eyjafjallajökull
- 2014 – Supercondriaque
- 2015 – Lolo
- 2017 – Raid dingue
- 2018 – La Ch'tite Famille
- 2021 – 8 Rue de l'Humanité
- 2023 -  Mon Crime

### Regisseur en scenarioschrijver
- 2006 – La Maison du bonheur
- 2008 – Bienvenue chez les Ch'tis
- 2011 – Rien à déclarer
- 2014 – Supercondriaque

## Nominaties
- 2006 – Joyeux Noël: César voor beste mannelijke bijrol
- 2007 – La Doublure: César voor beste mannelijke bijrol
- 2008 – Bienvenue chez les Ch'tis: beste Europese film op de Europese filmprijzen
- 2009 – Bienvenue chez les Ch'tis: César voor beste originele scenario

- Biblioteca Nacional de España: XX4745173
- Bibliothèque nationale de France: cb140158590 (data)
- Catàleg d'autoritats de noms i títols de Catalunya: 981058612452706706
- Gemeinsame Normdatei: 136950450
- International Standard Name Identifier: 0000 0001 1628 7569
- Library of Congress Control Number: no2001013571
- MusicBrainz: f80cb8ba-32f1-4544-b358-d76e28866416
- Nationale Bibliotheek van Tsjechië: xx0165371
- Nationale Bibliotheek van Israël: 987007329884705171
- Nederlandse Thesaurus van Auteursnamen: 315745630
- SNAC: w60c5z4w
- Système universitaire de documentation: 111974895
- Virtual International Authority File: 42038151